# Эберт, Роджер
Ро́джер Джо́зеф Э́берт (встречается также написание И́берт, англ. Roger Joseph Ebert [ˈiːbərt]; 18 июня 1942[…], Эрбана, Иллинойс — 4 апреля 2013[…], Чикаго, Иллинойс) — американский кинокритик, историк кино, журналист, эссеист, телеведущий и писатель. С 1967 года вплоть до своей кончины работал кинокритиком в газете Chicago Sun-Times. Его статьи были известны своей ясностью и увлекательным стилем изложения, благодаря чему сложные идеи о кино становились доступными для широкой публики. Эберт активно поддерживал зарубежные и независимые фильмы, веря, что они способны заинтересовать массовую аудиторию. Он внёс значительный вклад в продвижение работ таких режиссёров, как Вернер Херцог, Эррол Моррис, Спайк Ли и Мартин Скорсезе. В 1975 году Эберт стал первым человеком, получившим Пулитцеровскую премию за кинокритику. Обозреватель Нил Стейнберг называл его «безусловно самым известным и влиятельным кинокритиком страны», а другой критик, Кеннет Туран, считал его «самым известным кинокритиком Америки». В некрологе The New York Times было отмечено, что сила и элегантность его мнений сделали кинокритику важной частью американской культурной жизни. Эберт не просто рекомендовал зрителям фильмы, но и обучал их анализировать увиденное.
На заре карьеры Эберт выступил соавтором сценария к фильму Рассa Мейера «Изнанка долины кукол» (1970). С 1975 года он вместе с кинокритиком газеты Chicago Tribune Джином Сискелом начал популяризировать телевизионные обзоры фильмов. Их шоу Sneak Previews на канале PBS, а впоследствии и другие программы на коммерческом телевидении, завоевали популярность благодаря живым дискуссиям и остроумным комментариям. Дуэт даже придумал и запатентовал фразу «два больших пальца вверх» (англ. two thumbs up), которая использовалась, когда оба критика давали фильму положительную оценку. После смерти Сискела от опухоли мозга в 1999 году Эберт продолжил вести программу с различными соведущими, а с 2000 года — с Ричардом Роупером. В 1996 году Эберт начал публиковать эссе о выдающихся фильмах прошлого, которые позже были собраны в книгу «Великие фильмы» (The Great Movies). Впоследствии вышли еще два тома, а четвертый сборник увидел свет уже после его ухода из жизни. В 1999 году Эберт основал кинофестиваль Overlooked Film Festival в своём родном городе Шампейне, в Иллинойсе.
В 2002 году у Эберта был диагностирован рак щитовидной и слюнных желёз. Последовавшие операции, включая удаление части нижней челюсти в 2006 году, привели к серьезным изменениям во внешности и лишили его способности говорить и нормально принимать пищу. Тем не менее, он сохранил способность писать и продолжал активно публиковаться в интернете и печатных изданиях вплоть до своей смерти в 2013 году. Его веб-сайт RogerEbert.com, запущенный в 2002 году, продолжает функционировать как архив его работ. Как отмечал Ричард Корлисс, «Роджер оставил после себя наследие неутомимого знатока кино, литературы, политики и, как гласит название его автобиографии 2011 года, самой жизни». В 2014 году эта автобиография под названием «Сама жизнь» (Life Itself) была экранизирована в форме документального фильма, который получил высокую оценку критиков.

## Биография

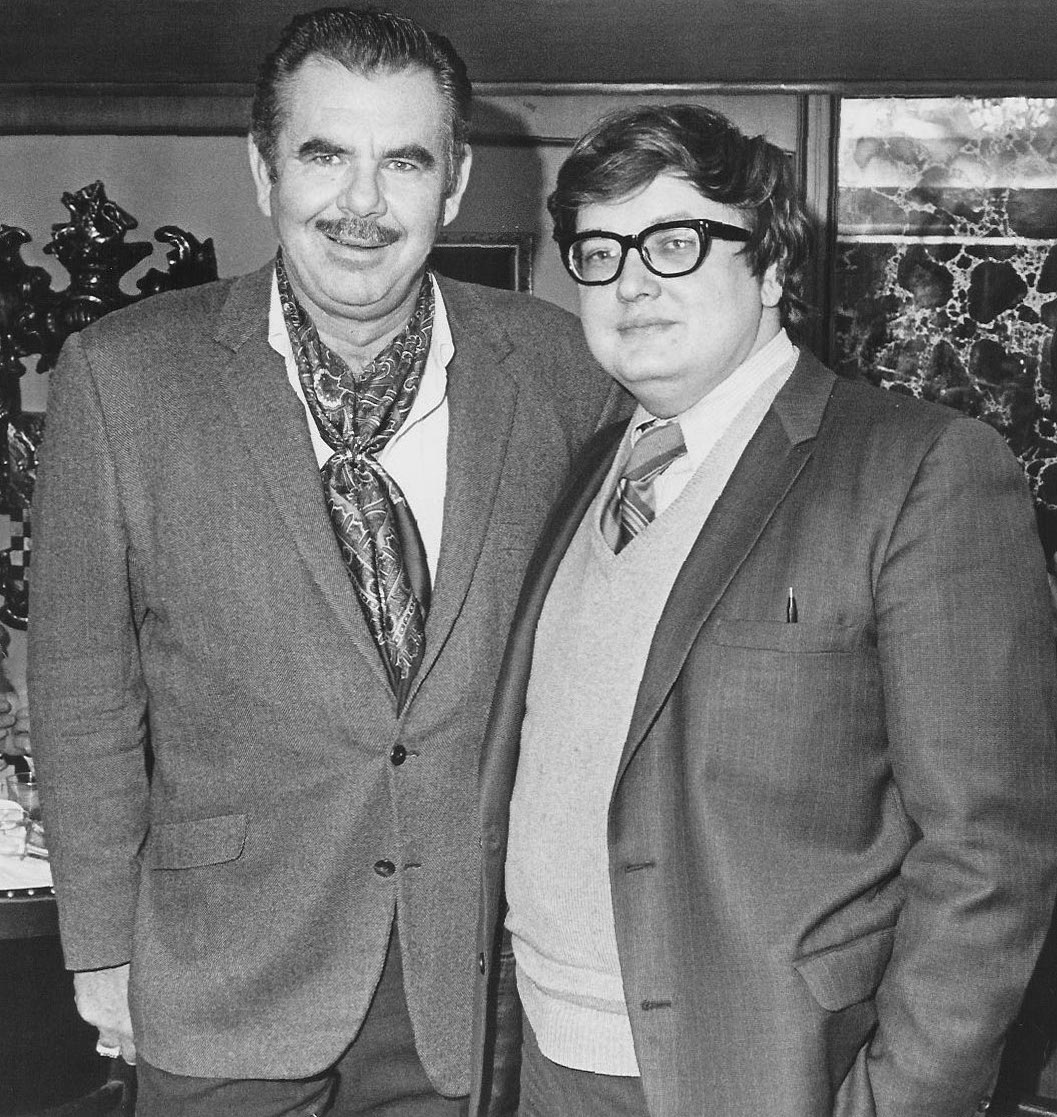
Роджер Эберт (справа) с Рассом Мейером в 1970 году.

Родился 18 июня 1942 года в Эрбане (штат Иллинойс). В 1964 году получил бакалавра гуманитарных наук по журналистике в Иллинойсском университете в Урбане-Шампейне. Профессиональная карьера Эберта как кинокритика началась в 1967 году, когда он начал работать в газете Chicago Sun-Times; начиная с 2002 года все рецензии в газете стали размещаться на его личном сайте RogerEbert.com. В 1969 году его рецензия на фильм «Ночь живых мертвецов» была опубликована в Reader's Digest.
С 1976 года Эберт и Джин Сискел начали вести телешоу Sneak Previews в Чикаго. С 1978 года шоу транслировалось в национальном масштабе. В 1982 году они начали вести шоу At the Movies, а позже Siskel & Ebert & The Movies. После смерти Сискела в 1999 году шоу стало выходить под названием Roger Ebert & the Movies, а после прихода в 2000 году Ричарда Роупера под названием Ebert & Roeper.
Эберт — автор аудиокомментариев на DVD к фильмам «Гражданин Кейн», «Касабланка», «Тёмный город», «Плывущие водоросли». Автор сценария комедии «За пределами долины кукол». Кроме этого фильма также работал с Рассом Мейером над фильмами «Долина блаженства» и «Встать!».
В день вручения кинопремии «Оскар» Эберт и Роупер традиционно появлялись в шоу An Evening at the Academy Awards: The Arrivals, а также в An Evening at the Academy Awards: the Winners, которое выходит после вручения наград.
В 2005 году Роджер Эберт получил звезду на голливудской «Аллее славы», на церемонии закладки присутствовал любимый режиссёр Эберта — Вернер Херцог. Журнал Forbes в 2007 году признал Эберта наиболее влиятельным современным американским кинокритиком.

## Личная жизнь

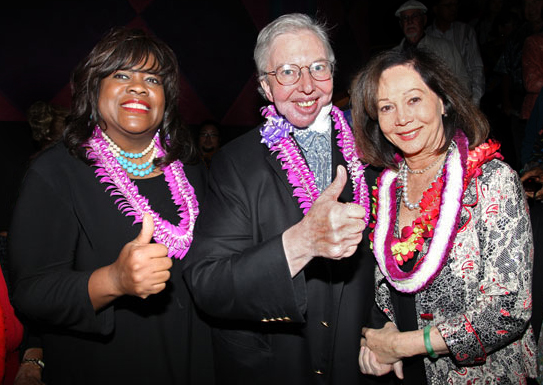
Роджер со своей женой (слева) в 2011 году

В 1992 году Эберт в возрасте 50 лет женился на Чез Хеммел-Смит. В своих мемуарах он писал, что никогда бы не женился до смерти своей матери, поскольку боялся расстроить её.
Эберт был членом сообщества Анонимных алкоголиков и бросил пить в 1979 году. На эту тему он написал несколько записей в своём блоге. Эберт был в хороших отношениях и некоторое время встречался с Опрой Уинфри, которая утверждает, что именно он убедил её начать передачу Шоу Опры Уинфри. Его близким другом был критик и историк кинематографа Леонард Малтин.
Он также был критиком креационистской теории разумного замысла и считал, что люди, придерживающиеся креационистских или нью эйдж убеждений, таких как астрология или литотерапия, не подходят на роль президента.

## Взгляды
- «Головокружение»

Благодаря многолетней работе на телевидении слово Эберта имело вес для среднестатистического американского зрителя. Во многом критик продолжал эмоционально-импульсивный подход к оценке фильмов, связанный с именем Полин Кейл. Хотя Эберт воспринимался как глас американского мейнстрима, «воплощение усреднённого восприятия кино» (Р. О. Волобуев), его мнения нередко выбивались из общего хора критических голосов. Это касается, например, его восторженной оценки почти всех фильмов Алекса Пройаса.

## Болезнь и смерть
В 2002 году у Эберта был диагностирован рак щитовидной железы. После нескольких операций он лишился значительной части горла и нижней челюсти, потерял способность говорить (использовал синтезатор голоса), а пищу принимал через трубку. Несмотря на тяжелейшее состояние, в 2008 году возобновил написание рецензий.
4 апреля 2013 года Роджер Эберт скончался в Чикаго; за два дня до этого он объявил, что у него снова обнаружили рак и ему необходимо пройти курс химиотерапии. Его последней рецензией стал преимущественно положительный обзор нового проекта одного из любимейших режиссёров Эберта Терренса Малика «К чуду», опубликованный уже после кончины критика, 6 апреля. 8 апреля похоронен на кладбище Грейсленд.
После смерти Эберта его сайт RogerEbert.com продолжил работу как интернет-издание с разными авторами, посвящённое кино.